# Jaime Espinal
Jaime Yusept Espinal Fajardo (Santo Domingo, 14 ottobre 1984) è un lottatore dominicano naturalizzato portoricano, specializzato nella lotta libera.

## Palmarès

### Olimpiadi
- 1 medaglia:
  - 1 argento (Londra 2012 negli 84 kg)

### Giochi panamericani
- 1 medaglia:
  - 1 bronzo (Toronto 2015 negli 86 kg)

### Giochi CAC
- 2 medaglie:
  - 1 oro (Mayagüez 2010 negli 84 kg)
  - 1 bronzo (Veracruz 2014 negli 86 kg)